# Olympische Sommerspiele 2012/Teilnehmer (Ruanda)
| Gelbes Symbol für Goldmedaillen mit stilisierten Olympischen Ringen | Graues Symbol für Silbermedaillen mit stilisierten Olympischen Ringen | Braundes Symbol für Bronzemedaillen mit stilisierten Olympischen Ringen |
| ------------------------------------------------------------------- | --------------------------------------------------------------------- | ----------------------------------------------------------------------- |
| —                                                                   | —                                                                     | —                                                                       |

Ruanda nahm in London an den Olympischen Spielen 2012 teil. Es war die insgesamt achte Teilnahme an Olympischen Sommerspielen. Das Comité National Olympique et Sportif du Rwanda nominierte sieben Athleten in fünf Sportarten.
Fahnenträger bei der Eröffnungsfeier war der Mountainbiker Adrien Niyonshuti.

## Teilnehmer nach Sportarten

### Judo
| Männer             |                  |         |         |                |         |    |
| Fred Yannick Uwase | Klasse bis 73 kg | Freilos | Freilos | Bruno Mendonça | 000:100 | 17 |

### Leichtathletik

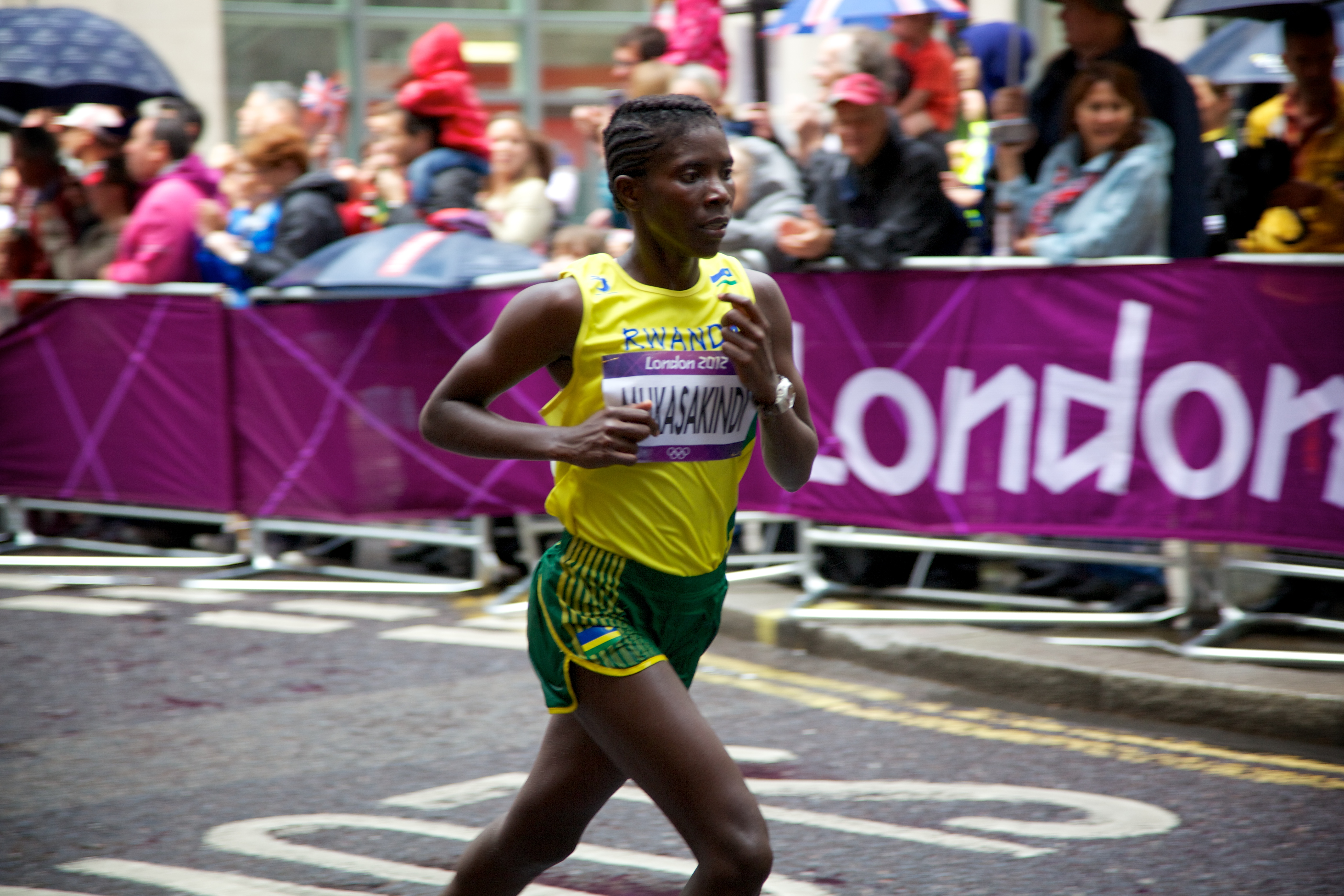
Claudette Mukasakindi beim Marathon

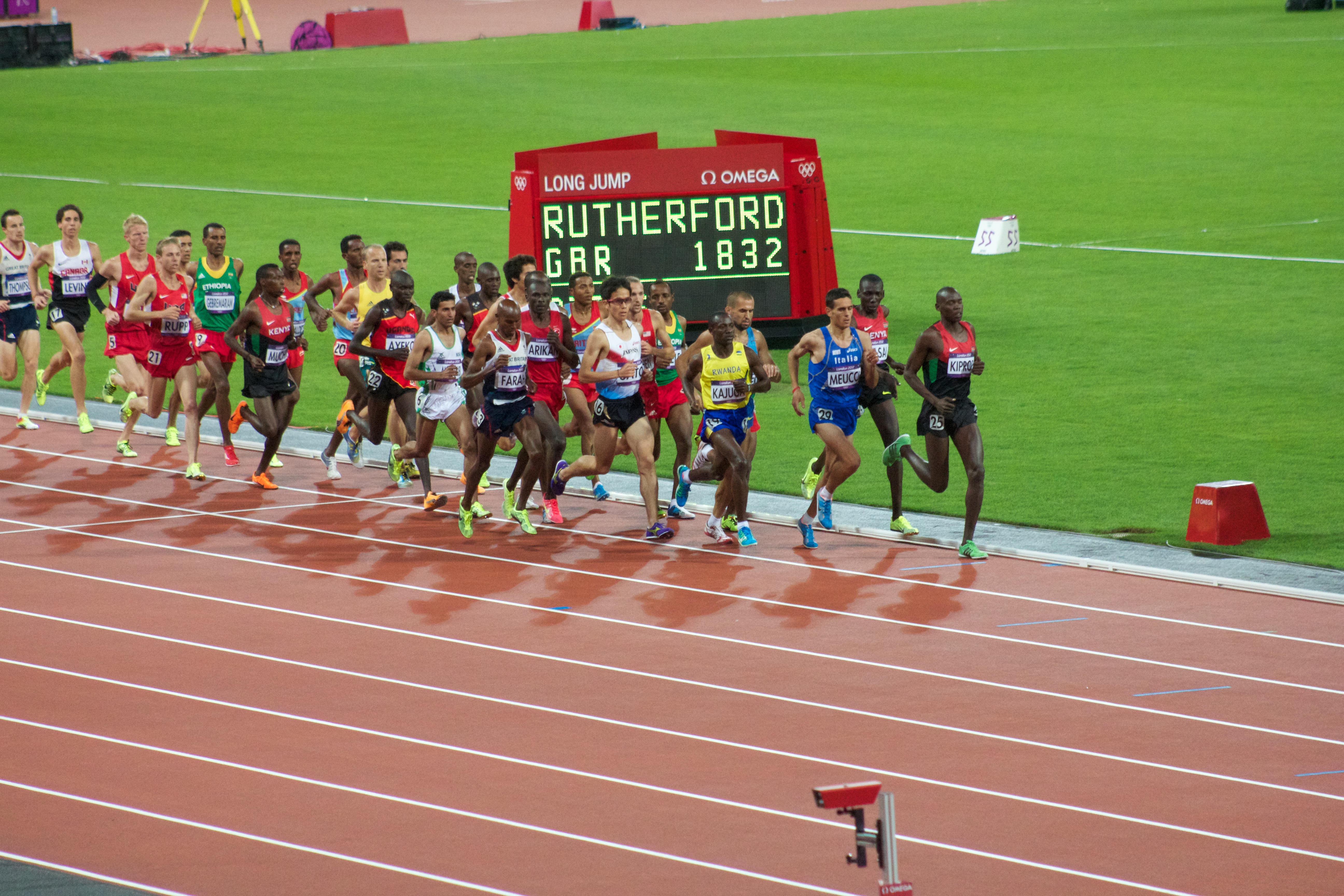
Robert Kajuga beim 10.000-Meter-Lauf

| Athleten              | Wettbewerb | Vorlauf | Vorlauf | Halbfinale | Halbfinale | Finale       | Finale | Rang |
| Athleten              | Wettbewerb | Zeit    | Rang    | Zeit       | Rang       | Zeit         | Rang   | Rang |
| --------------------- | ---------- | ------- | ------- | ---------- | ---------- | ------------ | ------ | ---- |
| Frauen                |            |         |         |            |            |              |        |      |
| Claudette Mukasakindi | Marathon   | –       | –       | –          | –          | 2:51:07 h    | 101    | 101  |
| Männer                |            |         |         |            |            |              |        |      |
| Robert Kajuga         | 10.000 m   | –       | –       | –          | –          | 27:56,67 min | 14     | 14   |
| Jean Pierre Mvuyekure | Marathon   | –       | –       | –          | –          | 2:30:19 h    | 79     | 79   |

### Radsport

#### Mountainbike

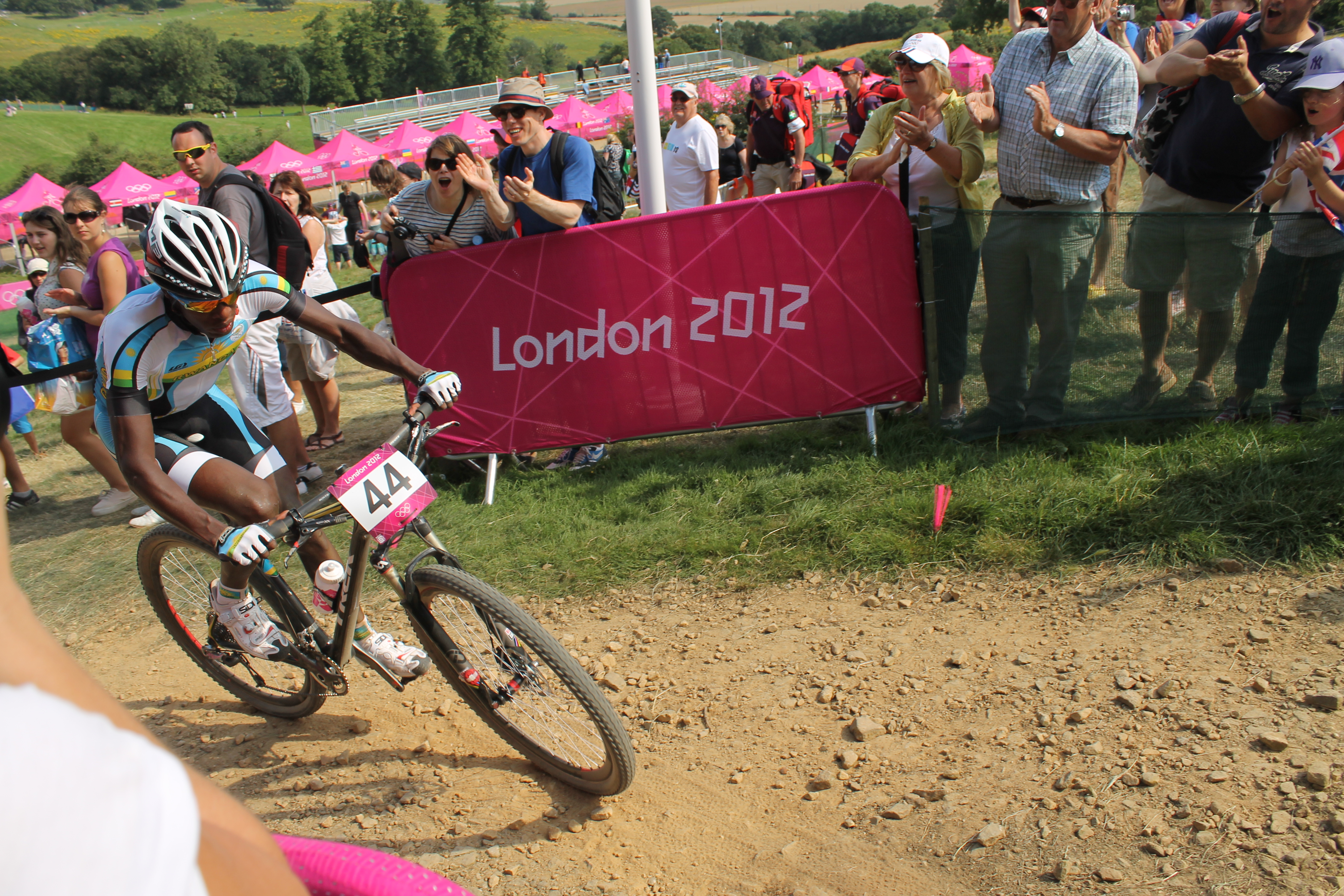
Adrien Niyonshuti beim Mountainbike-Rennen

| Athleten          | Wettbewerb    | Zeit      | Rang |
| ----------------- | ------------- | --------- | ---- |
| Männer            |               |           |      |
| Adrien Niyonshuti | Cross-Country | 1:42:46 h | 39   |

### Schwimmen
| Athleten           | Wettbewerb    | Vorlauf | Vorlauf | Halbfinale    | Halbfinale    | Finale        | Finale        | Rang |
| Athleten           | Wettbewerb    | Zeit    | Rang    | Zeit          | Rang          | Zeit          | Rang          | Rang |
| ------------------ | ------------- | ------- | ------- | ------------- | ------------- | ------------- | ------------- | ---- |
| Frauen             |               |         |         |               |               |               |               |      |
| Alphonsine Agahozo | 50 m Freistil | 30,72 s | 57      | ausgeschieden | ausgeschieden | ausgeschieden | ausgeschieden | 57   |
| Männer             |               |         |         |               |               |               |               |      |
| Jackson Niyomugabo | 50 m Freistil | 27,38 s | 52      | ausgeschieden | ausgeschieden | ausgeschieden | ausgeschieden | 52   |